# Machilus mangdangshanensis
Machilus mangdangshanensis là loài thực vật có hoa trong họ Nguyệt quế. Loài này được Q.F. Zheng miêu tả khoa học đầu tiên năm 1985.